# Anger Management (serie televisiva)
Anger Management è una sitcom statunitense con protagonista Charlie Sheen, basata sul film del 2003 Terapia d'urto, con protagonisti Jack Nicholson e Adam Sandler. Sheen interpreta il ruolo del terapista Charlie Goodson, personaggio ispirato a Buddy Rydell che nel film era stato interpretato da Jack Nicholson.
La serie è trasmessa sul canale televisivo statunitense FX dal 28 giugno 2012. L'episodio pilota, con una media di 5,5 milioni di spettatori alla prima messa in onda, fu il più visto nella storia dell'emittente FX; inoltre mai nessuna sitcom aveva raggiunto tale audience sulla piattaforma televisiva via cavo statunitense.
Dopo l'esordio soddisfacente della prima stagione, nell'agosto del 2012 FX ordinò una seconda stagione di 90 episodi per raggiungere, come pre-accordato con i produttori, i cento episodi. L'8 novembre 2014 FX confermò che il centesimo sarebbe stato anche l'ultimo episodio, trasmesso il 22 dicembre 2014.
In Italia, la serie viene trasmessa a partire dal 9 luglio 2018 sulle reti Mediaset di Italia 1 e Italia 2.

## Trama
Charlie Goodson è un ex giocatore della lega minore di baseball, che dopo aver superato i suoi problemi di gestione della rabbia è diventato un terapista specializzato proprio nella cura del problema che lo aveva afflitto. I suoi metodi di cura sono poco convenzionali e la sua vita è continuamente complicata dalla sua famiglia e dagli amici.

## Episodi
| Stagione         | Episodi | Prima TV USA | Prima TV Italia |
| ---------------- | ------- | ------------ | --------------- |
| Prima stagione   | 10      | 2012         | 2018            |
| Seconda stagione | 90      | 2013-2014    | 2018-2019       |

## Personaggi e interpreti

### Personaggi principali
- Charlie Goodson (stagioni 1-2), interpretato da Charlie Sheen.
È un terapista specializzato nella gestione della rabbia, nonché ex giocatore professionista di baseball che ha sofferto della stessa patologia che ora tenta di curare nei suoi pazienti. Tiene molto ai suoi pazienti e si sforza di essere un terapista professionale, benché il più delle volte non ci riesca a causa della sua vita privata particolarmente problematica. È sarcastico, immaturo e irresponsabile, inoltre ha un debole per le belle donne. Doppiato in italiano da Claudio Moneta
- Lacey (stagioni 1-2), interpretata da Noureen DeWulf.
È il più recente membro del gruppo di terapia, nel quale è stata costretta ad entrare dopo aver sparato al fidanzato che l'aveva tradita con un'altra donna, oltre al fatto che era violento con lei. I suoi genitori sono persone molto benestanti, è una ragazza viziata e egocentrica. Lei e Nolan diventeranno una coppia. Doppiata in italiano da Chiara Francese
- Patrick (stagioni 1-2), interpretato da Michael Arden.
È un membro omosessuale del gruppo di terapia guidato da Charlie. È scontroso, acido e pieno di sé, il suo sogno è quello di diventare uno stilista. Litiga spesso con Lacey e Ed. Doppiato in italiano da Federico Viola
- Nolan (stagioni 1-2), interpretato da Derek Richardson.
È un altro dei membri del gruppo di terapia. Non è un ragazzo particolarmente intelligente, fuma sempre marijuana. È da sempre infatuato di Lacey, con la quale intraprenderà una relazione. Doppiato in italiano da Andrea Oldani
- Ed (stagioni 1-2), interpretato da Barry Corbin.
È il membro più anziano del gruppo di terapia, è il classico burbero razzista e omofobo, per lui ogni pretesto è buono per provocare gli altri con frasi offensive. Doppiato in italiano da Domenico Brioschi
- Jordan Denby (stagione 2), interpretata da Laura Bell Bundy.
È una brillante psicologa che ha divorziato da poco, e che diventa la nuova partner lavorativa di Charlie. I due spesso sono in conflitto ma in fondo sono buoni amici, ha problemi di alcolismo, ed è una persona molto emotiva. Intraprenderà una relazione con Sean. Doppiata in italiano da Anna Radici
- Sean Healy (stagione 2, ricorrente 1), interpretato da Brian Austin Green.
È il fidanzato di Jennifer durante la prima stagione, per poi diventare amico e vicino di casa di Charlie. Jennifer lo lascerà dopo che lui la tradirà con Lacey, più volte ha cercato di riconquistarla (inutilmente) ma poi si innamorerà di Jordan con la quale intraprenderà una relazione. Doppiato in italiano da Giorgio Borghetti
- Jennifer Goodson (stagioni 1-2), interpretata da Shawnee Smith.
È l'ex moglie di Charlie, con cui ha avuto una figlia. Durante il loro matrimonio Charlie le è stato sempre infedele, ma dopo il divorzio sono diventati molto amici, inoltre provano ancora un po' di attrazione l'uno per l'altra. È immatura e sconclusionata. Doppiata in italiano da Elena Canone
- Sam Goodson (stagioni 1-2), interpretata da Daniela Bobadilla.
È la figlia adolescente di Charlie e Jennifer Goodson, è una ragazza carina e gentile, e più volte si è dimostratata enormemente più responsabile e matura dei suoi genitori. Doppiata in italiano da Elena Bedino
- Kate Wales (stagioni 1-2), interpretata da Selma Blair.
È la terapista collega di Charlie, con cui ha una relazione basata sul sesso. Charlie più volte ha provato a evolvere la loro storia a un livello più alto, e benché anche Kate provasse qualcosa per lui, non desidera farsi coinvolgere sentimentalmente. È una donna razionale e molto sicura di sé, a tratti anche un po' fredda. Lascerà la città per fare un viaggio in India. Doppiata in italiano da Beatrice Caggiula

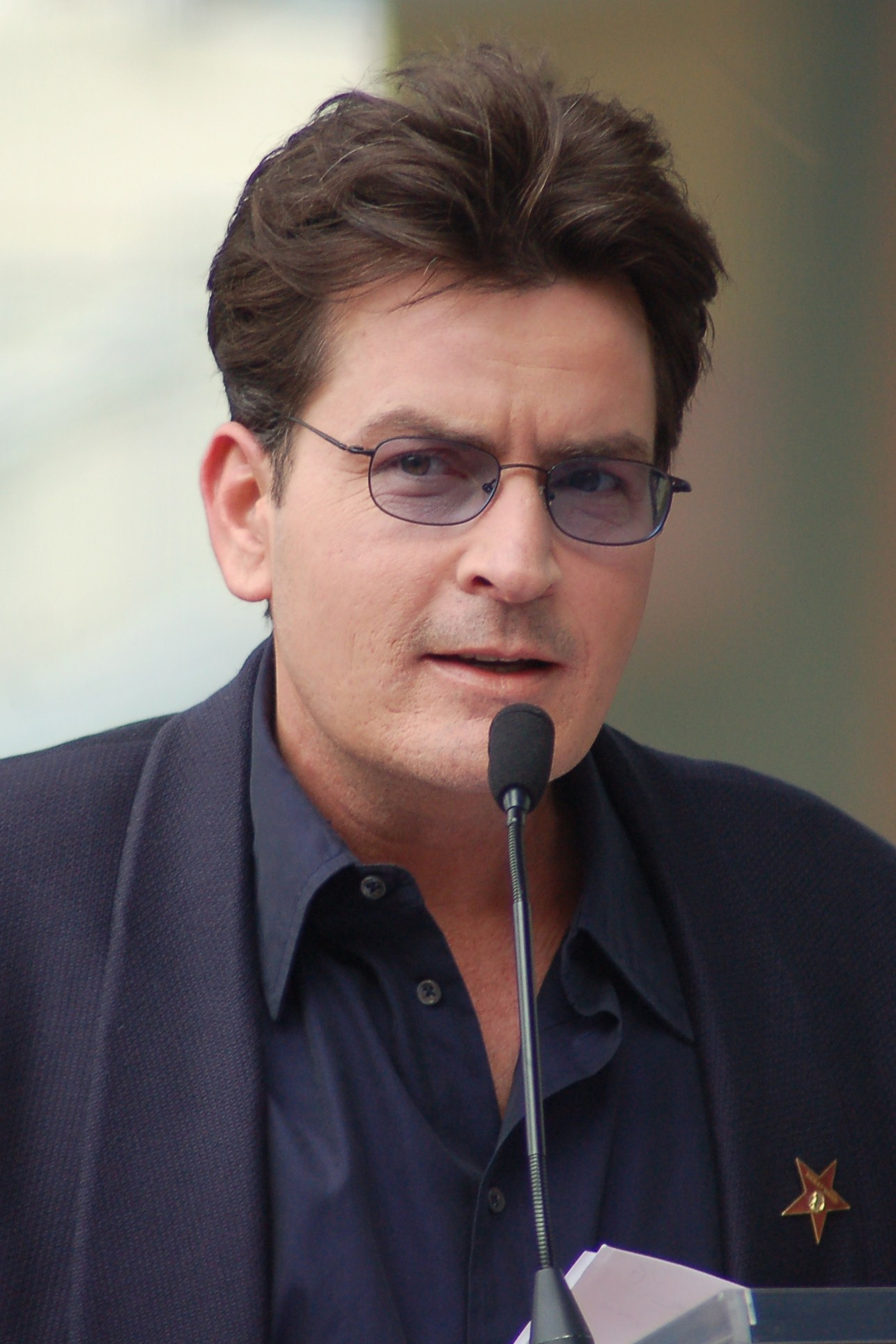
Charlie Sheen interpreta Charlie Goodson
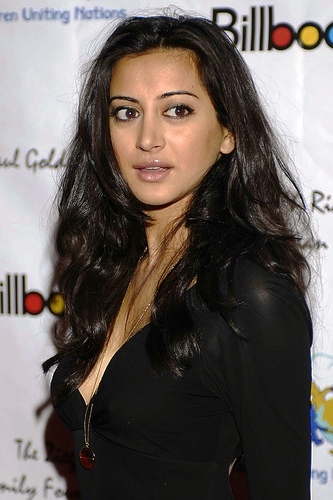
Noureen DeWulf interpreta Lacey
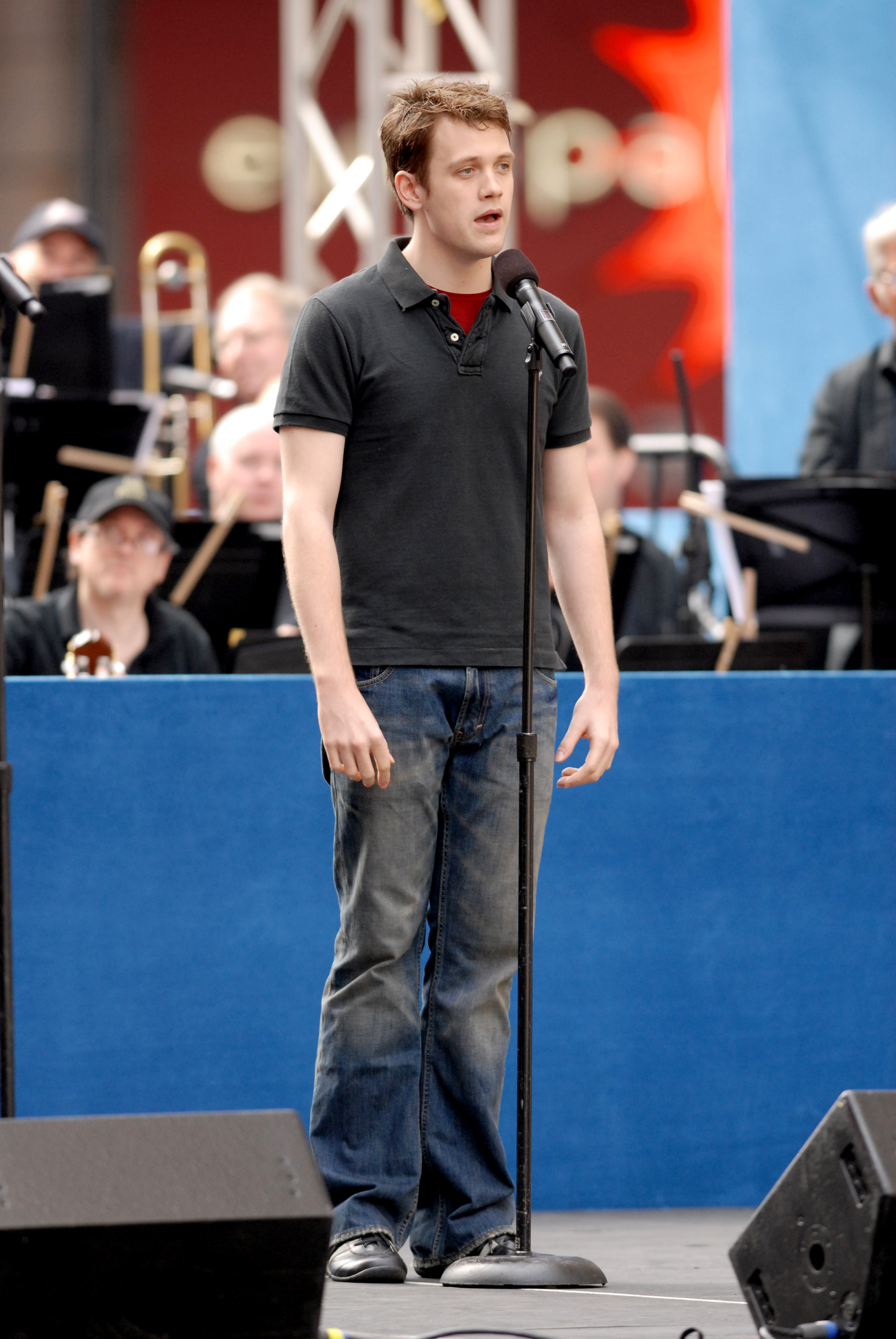
Michael Arden interpreta Patrick
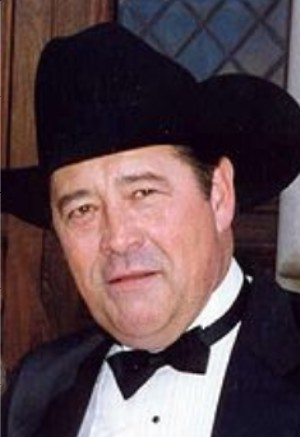
Barry Corbin interpreta Ed
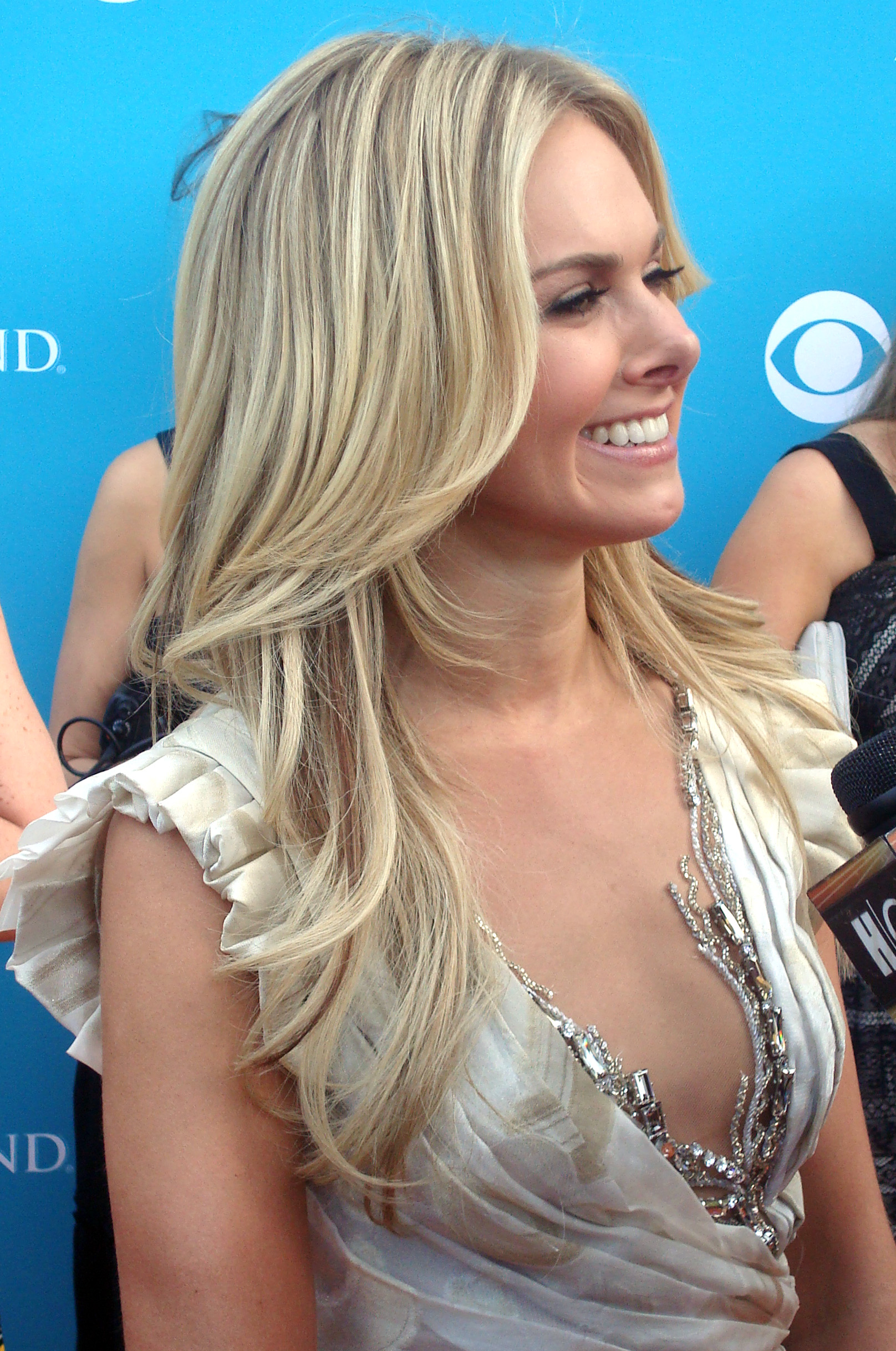
Laura Bell Bundy interpreta Jordan Denby
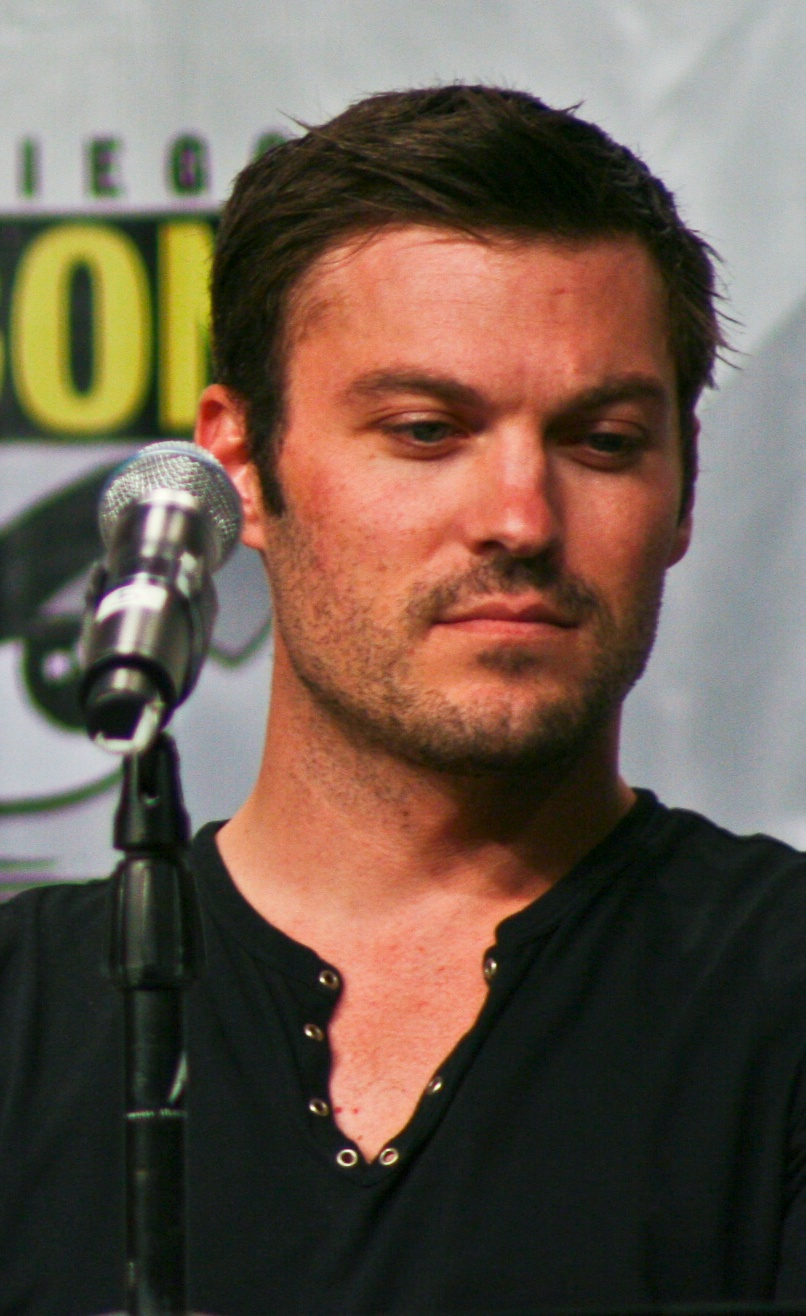
Brian Austin Green interpreta Sean Healy
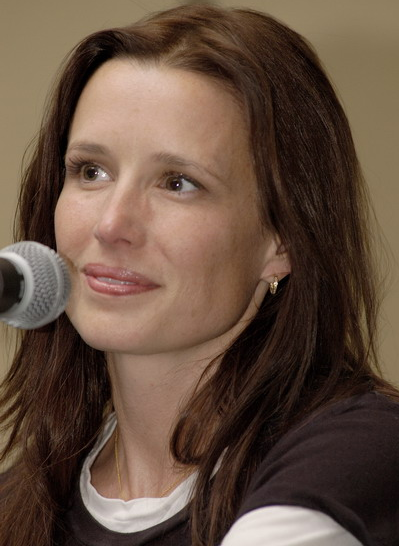
Shawnee Smith interpreta Jennifer Goodson
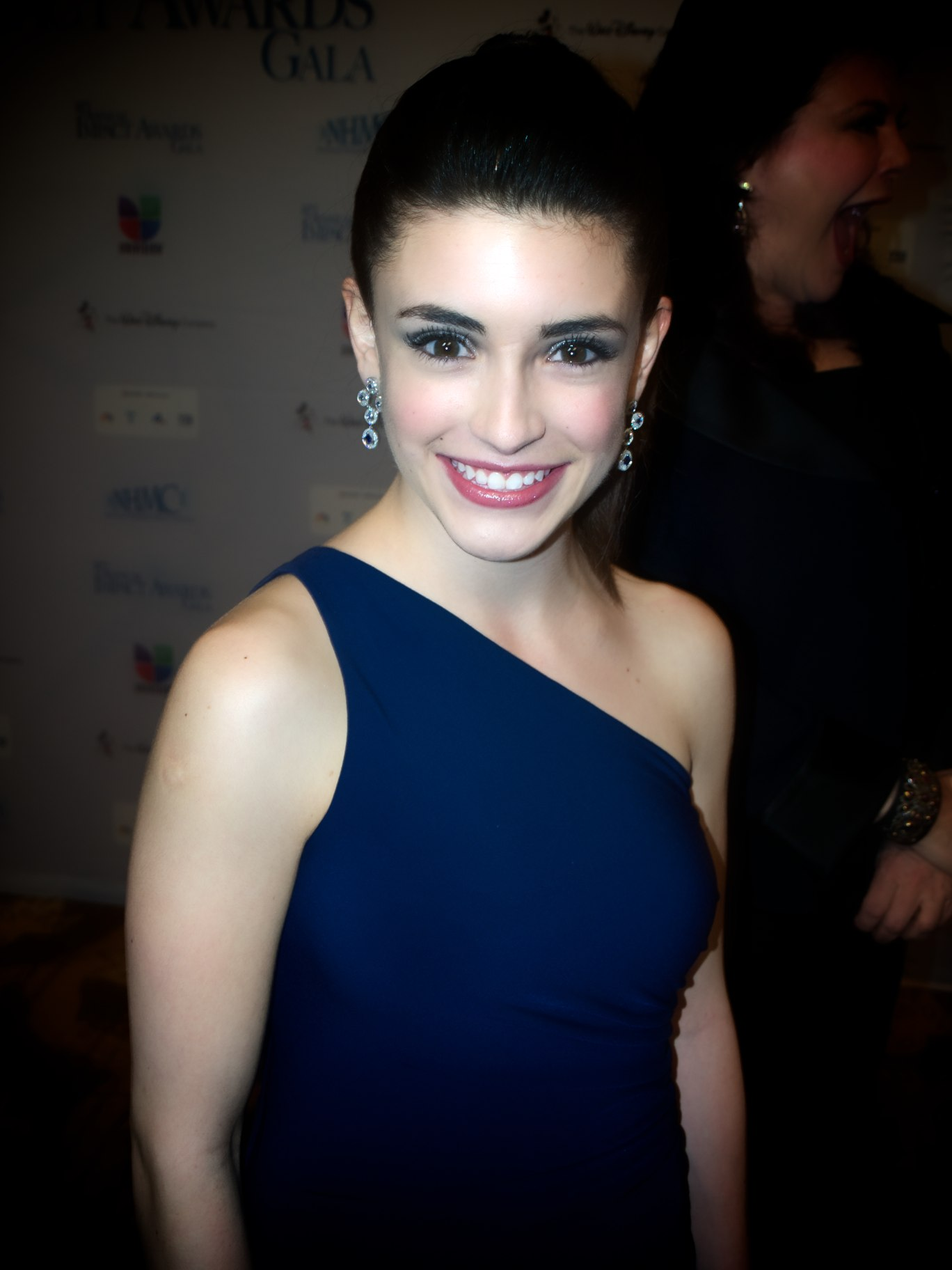
Daniela Bobadilla interpreta Sam Goodson
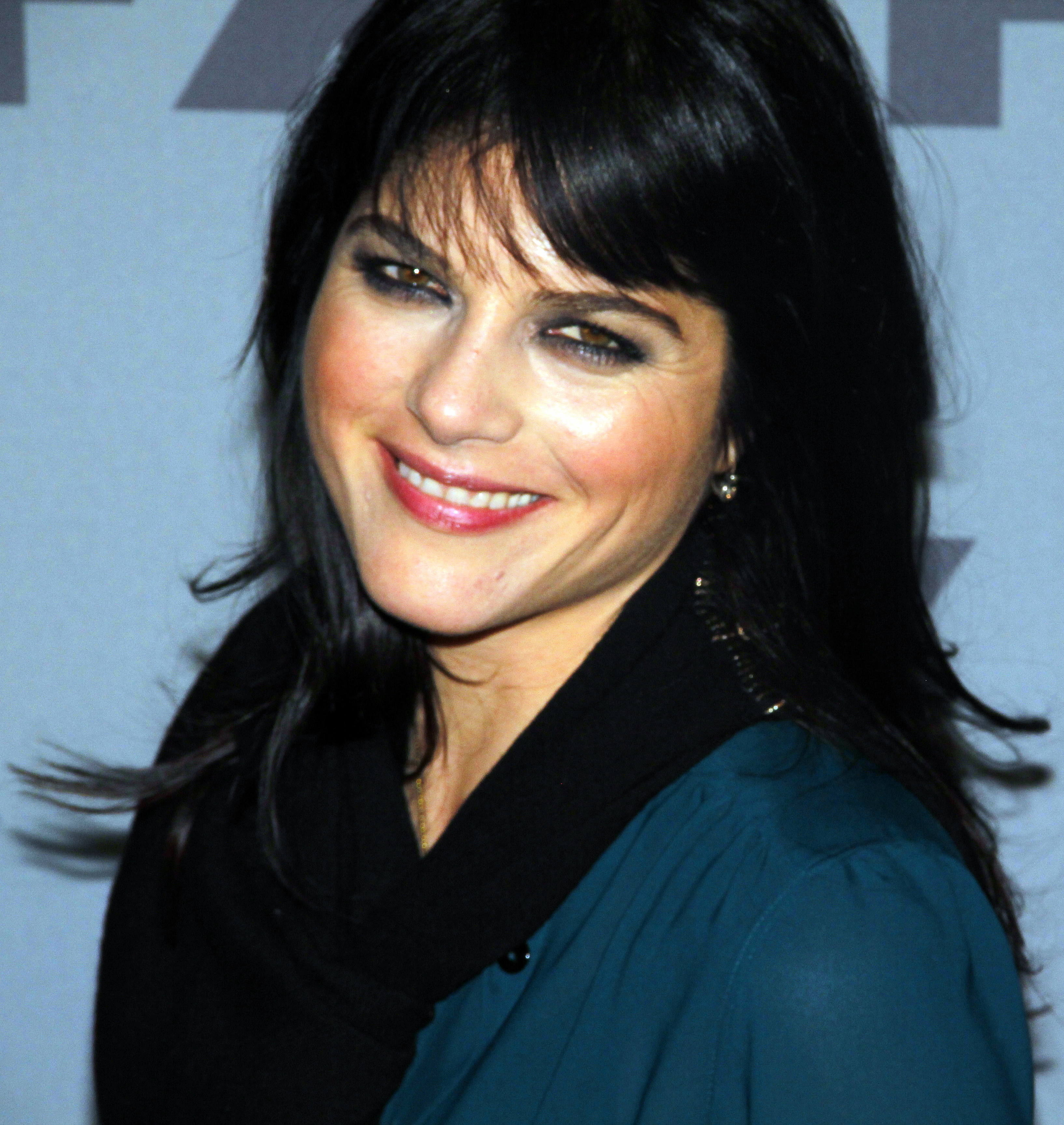
Selma Blair interpreta Kate Wales

### Personaggi secondari
- Brett (stagioni 1-2), interpretata da Brett Butler.
È la barista della taverna che frequenta Charlie. Doppiata in italiano da Flavia Fantozzi.
- Cleo/Derek (stagioni 1-2), interpretato da James R. Black.
È un membro omosessuale del gruppo di terapia che Charlie gestisce in un istituto penitenziario. Dopo essere stato scarcerato sulla parola, Cleo rivela a Charlie che il suo vero nome è Derek e di essere diventato gay in prigione. Doppiato in italiano da Oliviero Cappellini
- Wayne, interpretato da Stephen Taylor.
È un membro del gruppo di terapia della rabbia di Charlie dell'istituto penitenziario. Serial killer, razzista e sociopatico. Doppiato in italiano da Paolo Carenzo
- Ernesto, interpretato da Aldo Gonzalez.
È un membro del gruppo di terapia dell'istituto penitenziario. Doppiato in italiano da Dimitri Riccio
- Donovan (stagioni 1-2), interpretato da Darius McCrary.
È un membro del gruppo di terapia dell'istituto penitenziario.
- Martin Goodson (stagione 2), interpretato da Martin Sheen.
È l'iper-critico padre di Charlie. Doppiato in italiano da Oliviero Corbetta
- Michael (stagioni 1-2), interpretato da Michael Boatman.
È un vicino di casa e amico di Charlie. Doppiato in italiano da Fabrizio Odetto

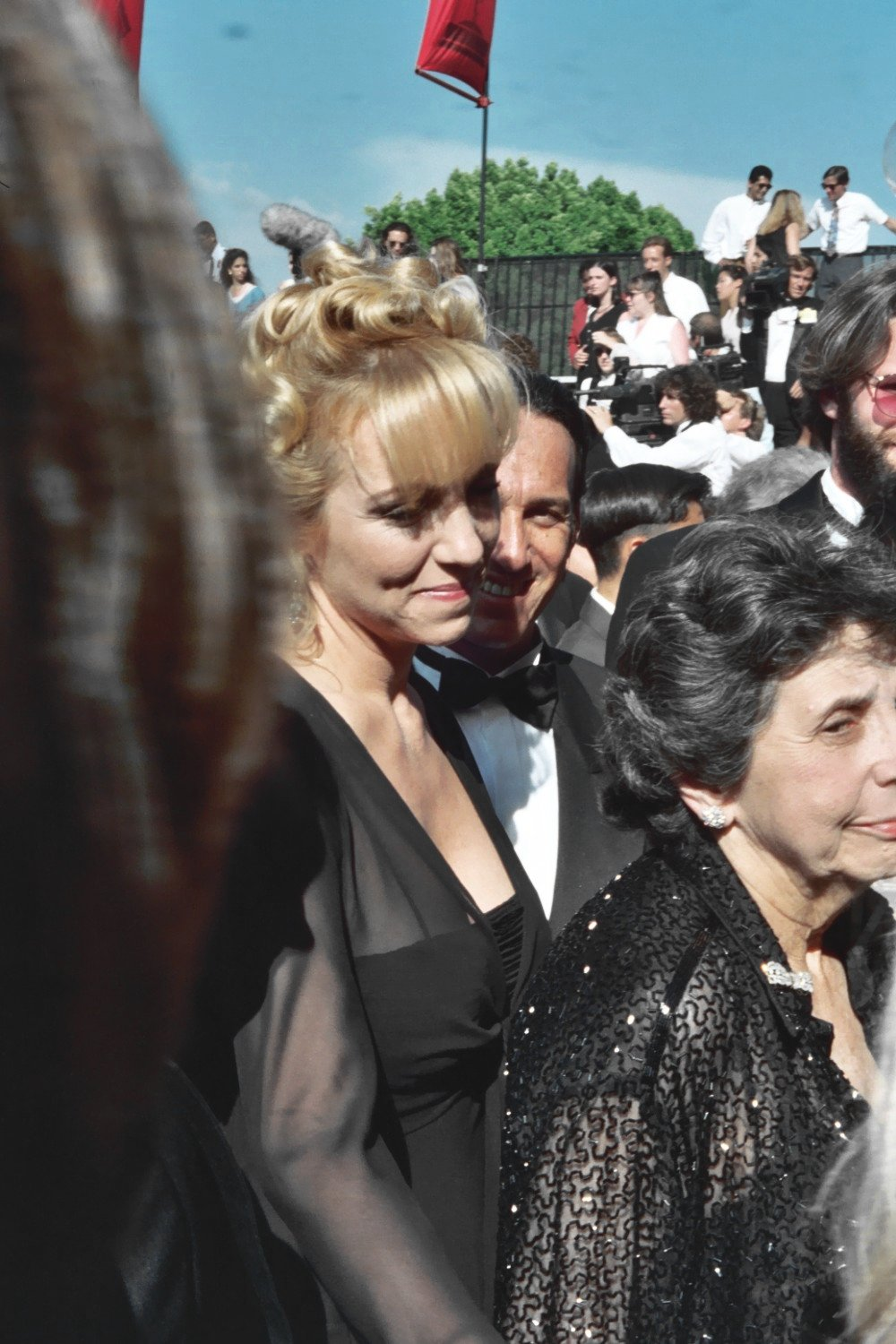
Brett Butler interpreta Brett
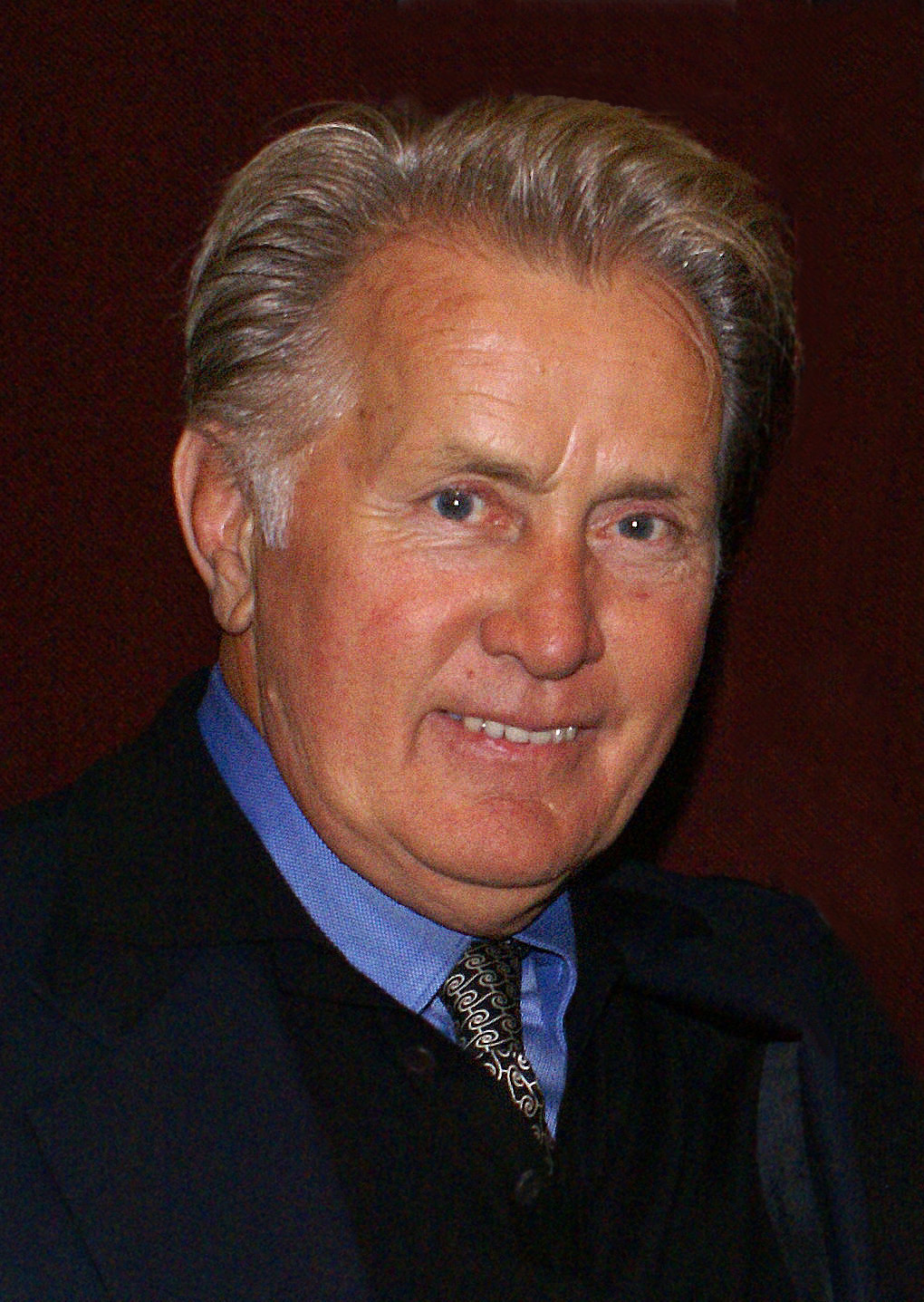
Martin Sheen interpreta Martin Goodson

## Produzione
Il 18 luglio 2011 venne annunciato che era in fase di sviluppo una serie televisiva basata sul film Terapia d'urto e che era stato scelto come protagonista l'attore Charlie Sheen. Il 21 settembre 2011 fu confermato che Bruce Helford sarebbe stato lo show runner della serie,, e il 27 ottobre la serie venne acquistata dalla rete televisiva via cavo FX, con un ordine di dieci episodi. La rete stabilì inoltre un accordo tramite il quale se la serie avesse ricevuto buoni ascolti durante la prima stagione avrebbero immediatamente effettuato un ulteriore ordine aggiuntivo di novanta episodi. Il 29 agosto 2012 grazie ai buoni ascolti ottenuti dalla prima stagione, la serie è stata quindi rinnovata per altri novanta episodi, che verranno trasmessi durante il biennio 2013-2014.

### Casting
Il casting della serie iniziò nel gennaio del 2012, con Selma Blair, Julie Benz e Shawnee Smith in lizza per il ruolo dell'ex-moglie del protagonista Charlie Goodson, ruolo poi affidato a Shawnee Smith, mentre Selma Blair il 3 febbraio venne scelta per interpretare il ruolo della terapista e amante di Charlie. Il 7 febbraio l'attrice Noureen DeWulf venne scelta per interpretare il ruolo di una ragazza ricca e viziata che farà parte del gruppo di terapia gestito da Charlie, mentre la settimana successiva si unirono al cast Michael Arden e Daniela Bobadilla, rispettivamente nei ruoli di Patrick, uno dei membri del gruppo terapico, e Sam, la figlia tredicenne di Charlie. Ultimo attore ad unirsi al cast principale della prima stagione fu Derek Richardson, che il 14 marzo ottenne il ruolo di un uomo che entra a far parte del gruppo di terapia in quanto arrabbiato perché non riesce a provare rabbia.
Il 29 agosto 2012, dopo il rinnovo della serie per altri novanta episodi, venne confermato che Martin Sheen sarebbe entrato a far parte del cast a partire dalla seconda stagione, nel ruolo ricorrente del padre di Charlie Goodson.
Il 17 giugno 2013, a causa di una lite con Charlie Sheen, l'attrice Selma Blair venne licenziata e fu costretta quindi ad abbandonare il cast della serie il giorno stesso. Il successivo 27 giugno l'attore Brian Austin Green venne ingaggiato per tornare ad interpretare il ruolo che aveva già interpretato nell'episodio pilota, ossia quello di Sean, il fidanzato di Jennifer e il 5 agosto dello stesso anno venne aggiunta al cast l'attrice Laura Bell Bundy, nel ruolo della psichiatra Jordan Denby, andando così a sostituire Selma Blair nel ruolo della protagonista femminile. Il ruolo dell'attrice inizialmente è stato concepito per essere ricorrente, ma il suo contratto ha previsto un'opzione di promozione a ruolo principale.